# Abu Faris Abdalazize I
Abu Faris Abdalazize I ibne Ali (em árabe: أبو فارس عبد العزيز إبن علي; romaniz.: Abu Faris Abd al-Aziz ibn Ali) foi o sultão do Império Merínida de 30 de agosto de 1366 a 23 de outubro de 1372.

## Vida
Abu Faris Abdalazize chegou ao poder numa época em que os Estados mouros de Granada, Marrocos e Tremecém eram todos fracos e propensos a se intrometer nos assuntos uns dos outros. Em 1366, o sultão Abu Zaiane Maomé III tentou destituir o vizir Omar ibne Abedalá Aliabani do cargo e foi morto em resposta. Abu Faris Abdalazize subiu ao trono em 30 de agosto daquele ano. Uma vez que estava firmemente no controle, matou o vizir. Abu Faris foi um dos governantes merínidas mais decisivos. Derrotou os vizinhos ziânidas em Tremecém, a leste, e restabeleceu o controle sobre Marraquexe, onde um príncipe merínida apoiado pelo chefe da confederação Hintata dos montes Atlas se separou do sultanato em Fez.
Quando Abu Faris capturou Tremecém, fez prisioneiro o diplomata ibne Caldune (1332–1406) e o alistou em seu próprio serviço. Mais tarde, ibne Caldune estabeleceria fama duradoura por sua grande história mundial, que começou a escrever por volta de 1372. Ibne Riduão Almalaqui (1318–1381), autor de um importante tratado sobre ética política, foi outro dos administradores seniores de Abu Faris. Ele também deu asilo a ibne Alcatibe, ex-vizir de Maomé V de Granada, ao ordenar que as forças merínidas em Gibraltar ajudassem Alcatibe a escapar à sua corte. Ele construiu o Muristão Alazizi (Hospital Alazizi) em Fez e uma fonte adjacente que sobreviveram até os tempos modernos. Abu Faris morreu em 23 de outubro de 1372 e foi sucedido por seu filho pequeno, Abu Zaiane Maomé IV. O reino novamente caiu na anarquia. Em 1374, Maomé V de Granada assumiu o controle de Gibraltar.